# 民康北巷
民康北巷，是位于北京市西城区中部的一条胡同。现已无存。

## 简介
民康北巷为南北走向，南到民康胡同，北到阜成门内大街。全长106米，平均宽3米。清朝起初称锥子胡同，因为胡同形状似锥子而得名。后来谐音为追贼胡同。1911年之后谐音为垂则胡同。因为在民康胡同北侧，1965年北京市整顿地名时改称民康北巷。2000年代拆除。原址后来建成“金融大街一号”。